# Charles Boyle (Dichter)
Charles Boyle, Pseudonyme: Jennie Walker und Jack Robinson (* 1951 in Leeds, England) ist ein britischer Schriftsteller, Dichter und Kleinverleger.

## Leben
Boyle unterrichtete englische Sprache in Cambridge, an einer Gesamtschule in Sheffield und in Ägypten. Später arbeitete er im Verlagswesen, unter anderem als Lektor bei Faber & Faber in London. Da er Schwierigkeiten hatte, seinen Roman 24 for 3, den er unter dem Pseudonym Jennie Walker geschrieben hatte, zu veröffentlichen, gründete er seinen eigenen Verlag CB Editions. Der Verlag will sich unter anderem der Veröffentlichung von Werken widmen, die oft von den großen Verlagen vernachlässigt werden.

## Preise und Ehrungen
- 1981: Cholmondeley Award
- 1996: auf der Vorschlagsliste für den Forward Poetry Prize mit Paleface
- 2001: auf der Vorschlagsliste für den T. S. Eliot Prize mit The Age of Cardboard and String
- 2001: auf der Vorschlagsliste für den Whitbread Book Award heute Costa Book Award mit The Age of Cardboard and String
- 2008; McKitterick Prize für 24 for 3 unter dem Pseudonym Jennie Walker

## Veröffentlichungen
- Paleface. Faber & Faber, London 1996, ISBN 0-571-17729-8.
- The Age of Cardboard and String. Faber & Faber, London 2001, ISBN 0-571-20667-0.
- The Manet Girl. Salt Publishing, Cromer 2013, ISBN 978-1907773457.
- The Other Jack. CB Editions, 2021, ISBN 978-1909585416.

Pseudonym Jennie Walker:
- 24 for 3. Bloomsbury Publishing, London 2009, ISBN 978-0-7475-9875-6.
  - deutsch: Fünf Tage. Ein Spiel. Roman. Aus dem Englischen von Ursula Ballin. Union, Zürich 2010, ISBN 978-3-293-00419-1[1]

Pseudonym Jack Robinson:
- An Overcoat: Scenes from the Afterlife of H.B. CB Editions, 2016, ISBN 978-1909585249.